# هارولد جرمان
هارولد جرمان (بالإنجليزية: Harold Jarman)‏ هو لاعب كرة قدم ولاعب كريكت بريطاني في مركز الوسط، ولد في 4 مايو 1939 في برستل في المملكة المتحدة. لعب مع نادي بريستول روفيرز ونيوبورت كونتي ونيويورك كوسموس.